# 아이나르 헤르츠스프룽
아이나르 헤르츠스프룽(덴마크어: Ejnar Hertzsprung IPA: [ɑjnɐ ˈhæɐ̯d̥sb̥ʁɔŋ], 1873년 10월 8일 ~ 1967년 10월 21일)은 덴마크의 화학자이자 천문학자이다.

## 생애
1873년 10월 8일, 덴마크의 코펜하겐에서 태어났다. 천문학자로 활동하며 색등급도의 탄생에 큰 업적을 세웠다. 1929년, 영국 왕립천문학회의 골드메달을 수상했으며, 1937년엔 브루스 메달을 수상하기도 했다.
그의 아내인 헨리에타(Henrietta)는 덴마크의 천문학자 야코뷔스 캅테인의 딸이기도 했다. 이후 헤르츠스프룽은 1967년에 로스킬데에서 사망했으며, 소행성 1603 Herzsprung의 이름은 그를 기리기 위해 붙여졌다.

## 업적
별의 밝기와 색에 관한 관계를 규명한 이후 별의 진화에 관한 연구를 계속했다. 또한 헨리에타 스완 리빗의 방법을 개량하여 외부 은하까지의 거리를 측정하는 업적을 남겼다. 또 헤르츠스프룽은 소행성체 1627 Ivar와 1702 Kalahari의 발견자이기도 하다.